# František Flasar
František Flasar (23. března 1903 Červenka – 20. února 1989 Červenka) byl moravský malíř a štukatér.

## Životopis
Narodil se v Července ve Svatoplukově ulici č.p. 49 v rodině nádeníka. Měl tři sourozence. Po vychození obecné školy šel do učení Aloisu Machovi, malíři a natěrači z Litovle, kde se vyučil natěřečem, malířem pokojů a písma. Po vyučení v roce 1917 u Macha zůstal jako zaměstnanec. V roce 1929 se oženil s Marií Kubíčkovou z Červenky, kde společně žili u jejích rodičů, ale svou malířskou živnost provozoval v Litovli. V roce 1930 se manželům narodil syn Ivo a o tři roky poté dcera Olga (1933).
Roku 1937 se rodina přestěhovala do nově postaveného jednopatrového domu ve Válkově ulici 190 v Července. V tomto domě bydlela i dcera Olga s rodinou, než jí malíř pomohl postavit dům v Třebízského ulici, který vyzdobil plastikou tří hrajících si dívek – svých vnuček. V uvolněném pokoji si Flasar zřídil ateliér.
V roce 1942 v Brně absolvoval školu uměleckých řemesel v Brně. Za 2. světové války získal od vládního komisaře pověřeného správou Litovle, Fritze Mekisky, velkou zakázku na výmalbu obřadní síně na radnici v Litovli. Zde vytvořil cyklus sedmi lunet s výjevy z historie města. Poslední scéna zobrazující obsazení Litovle Němci v roce 1939 byla roku 1946 opět Flasarem přemalována na obraz osvobození Litovle Rudou armádou. Po válce byl na základě výnosu Zemského národního výboru v Brně zaregistrován pod číslem 303 v seznamu výtvarných umělců.
Od 50. let působil jako výtvarník Okresního domu osvěty, ze kterého se v 60. letech stal Spojený závodní klub ROH pod správou národního podniku Tesla. V 60. letech začal úzce spolupracovat s akademickým malířem Františkem Peňázem. Společně se věnovali opravám kostelů na Moravě, kde vytvořili řadu stropních a oltářních obrazů. Na popud malíře Peňáze vytvořil Flasar i plastiky ke dvěma křížovým cestám.
V 80. letech se mu rychle zhoršilo zdraví. V osmdesáti letech ho postihla mozková příhoda, po které byl upoután na lůžko. I přes péči dcery Olgy se malířův stav zhoršoval a vyžadoval celodenní profesionální péči. Proto byl na žádost rodiny umístěn do domova důchodců v Července, kde zemřel 20. února 1989.

## Dílo
František Flasar byl všestranně kulturně činný. Působil i mezi divadelními ochotníky. Maloval kulisy, pomáhal s výpravou, hrál i režíroval divadelní hry. Věnoval se výtvarné práci v mnoha oborech (nástěnné malby, obrazy, kresby, ilustrace knih, plastiky, sgrafita v exteriérech i interiérech, restaurování). Na popud Františka Peňáze vytvořil i plastiky dvou křížových cest: starší a větší (65×35 cm) bez popisu jednotlivých zastavení a mladší menší (30×30 cm) s popisem. V roce 1968 ilustroval Báje a pověsti z Vizovických hor od Františka Millera, které vyšly v Bojkovicích. Sgrafity vyzdobil mnoho fasád rodinných domů i veřejných staveb na Litovelsku, ale dále také na Šumpersku a v Luhačovicích. Jako vzory sloužily Flasarovi obrazy Josefa Mánese, Mikoláše Alše i hanácké kroje. První sgrafita začal vytvářet již před 2. světovou válkou. Dvě sgrafita v Bezručově ulici č.p. 631 v Litovli jsou datována rokem 1939, v roce 1947 vytvořil Flasar sgrafito na levé stěně budovy školy v Července, z roku 1955 pocházelo dnes již zaniklé sgrafito s poutačem na litovelské muzeum na štítě domu v Parku Míru. Sgrafita zobrazují Hanáky v krojích, biblické a mytologické výjevy, lovce a zvířata,hasiče zemědělce při práci nebo symboly výrobních podniků. Namaloval také řadu akvarelů a olejů. Ojedinělými jsou obrazy na způsob vitráže ve vinných sklepech v Čejkovicích, mozaika umístěná v areálu bývalých radiokomunikací v Litovli a dřevořezby hlav.

## Výstavy
- 1985 – samostatná výstava, Muzeum Litovel
- 2009 – František Flasar a jeho dílo, Muzeum Litovel

## Odkaz
V roce 2009 vydal obecní úřad v Července almanach o životě a díle Františka Flasara. Obrazové přílohy převážně dodala a zpracovala jeho vnučka Vlasta Lachnitová s rodinou. Textovou část vypracovala kronikářka obce Červenka, Mgr. Petra Prucková.

## Galerie

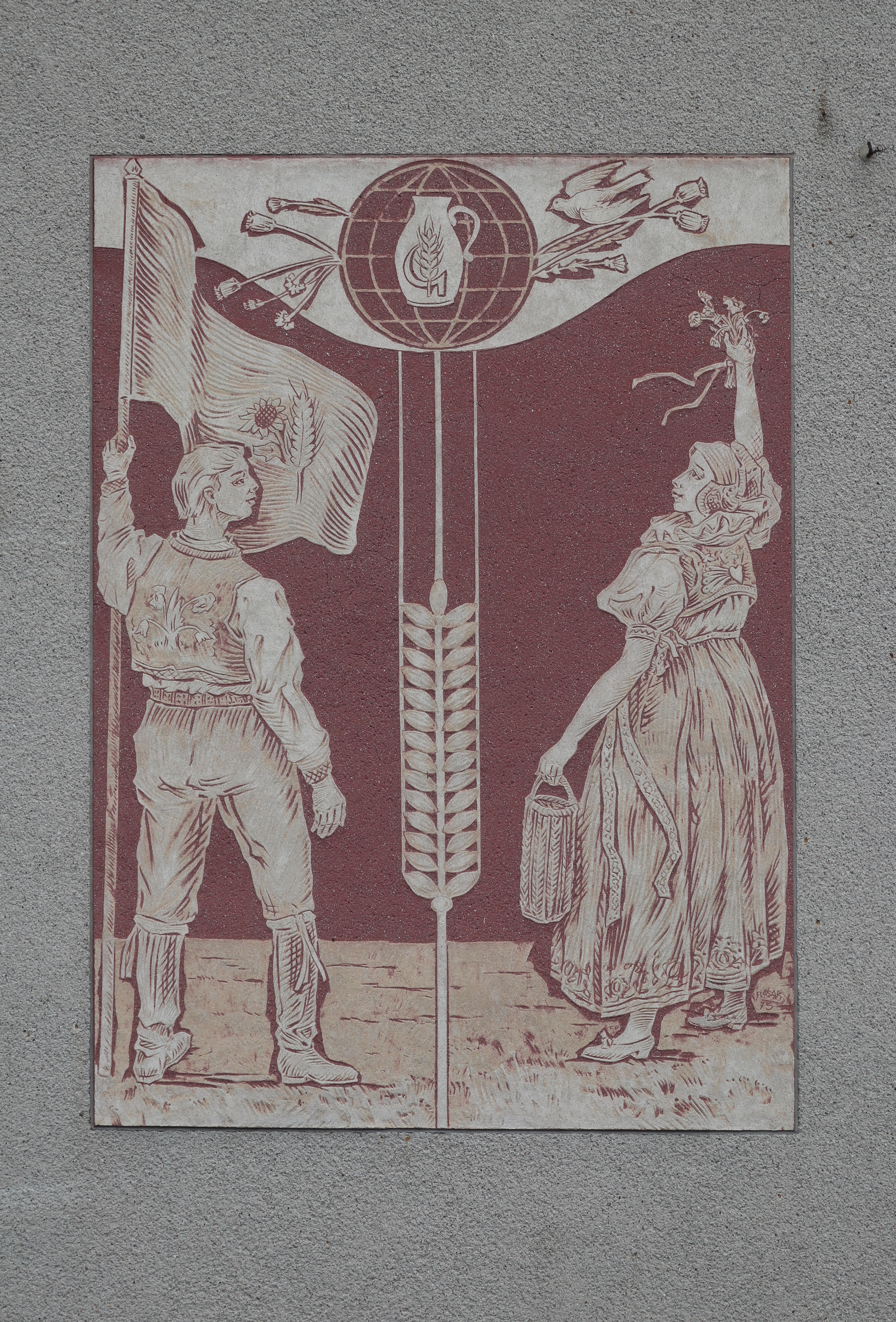
Sgrafito na domě ev. č. 7, Bohuslavice
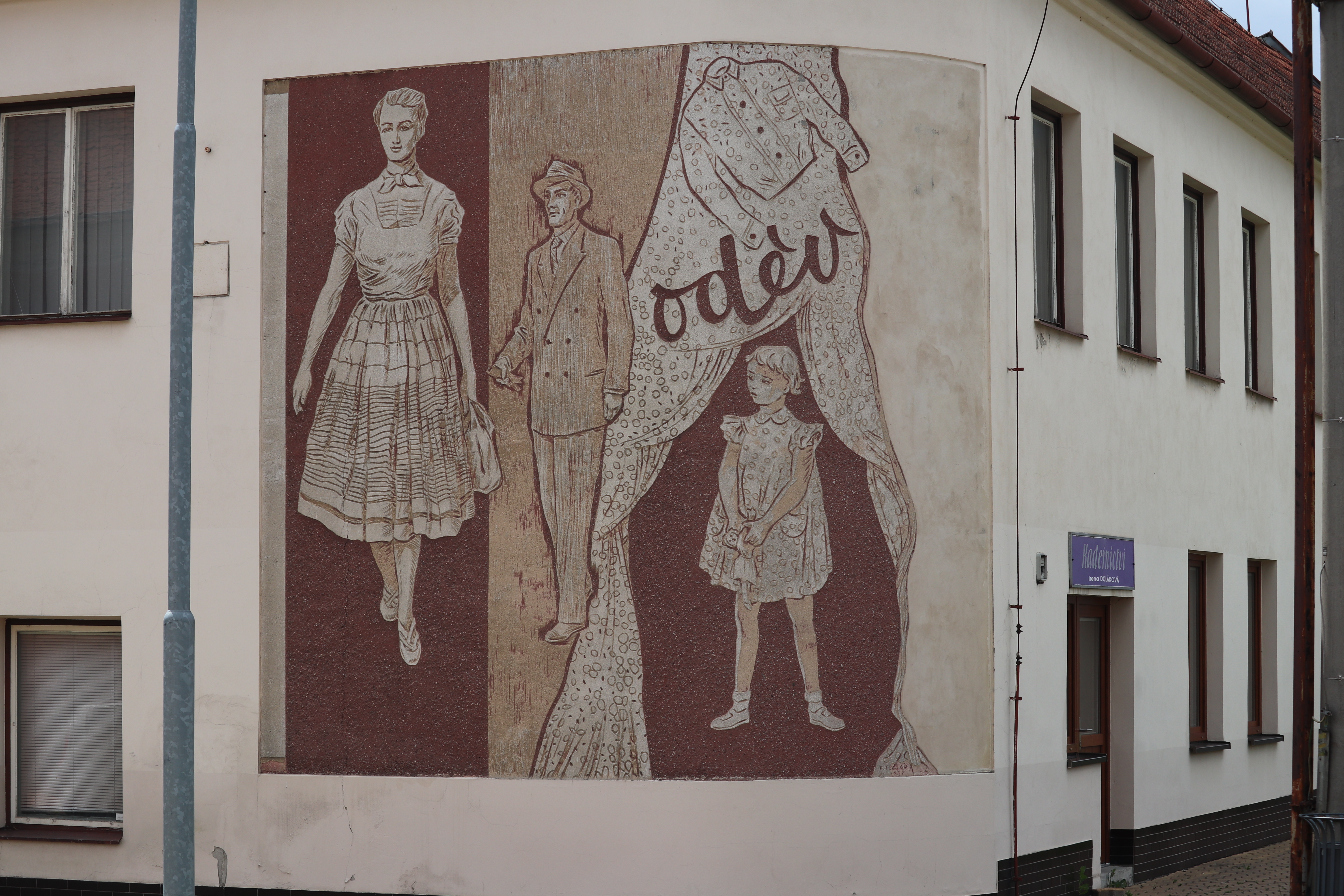
Sgrafito, Švehlova č.p. 44, Konice
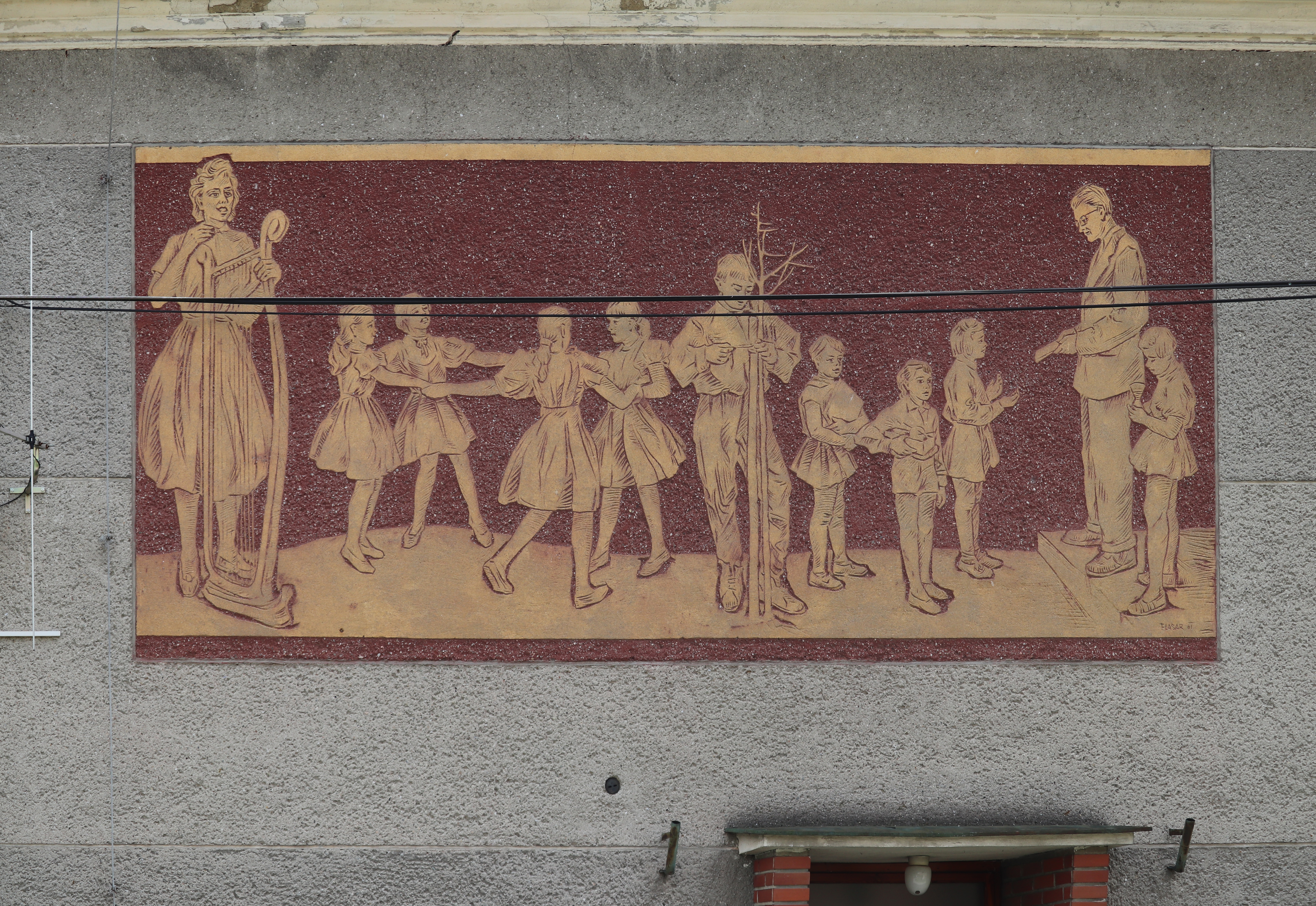
Sgrafito na domě č.p. 78, Čunín
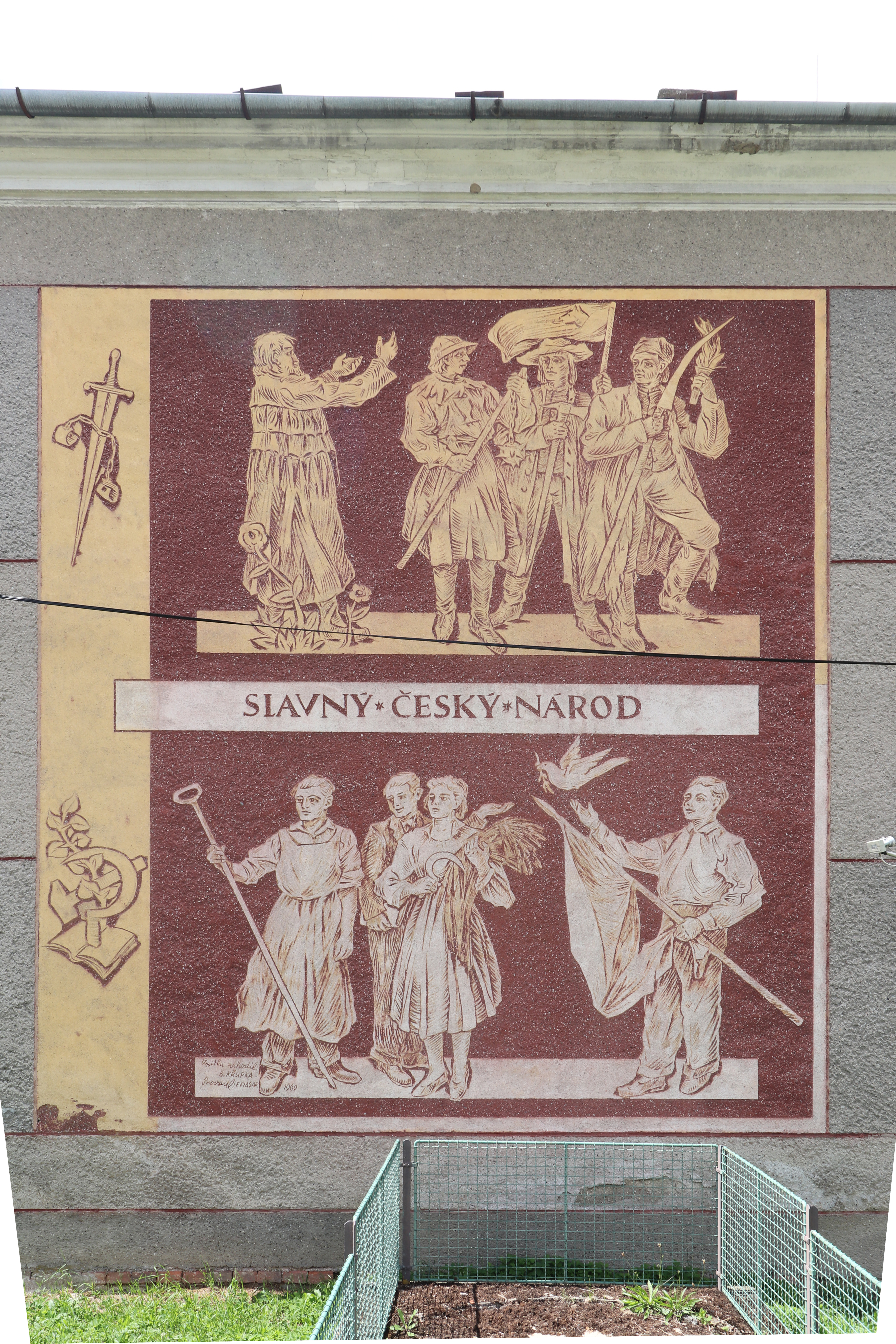
Sgrafito na č.p. 78, Čunín
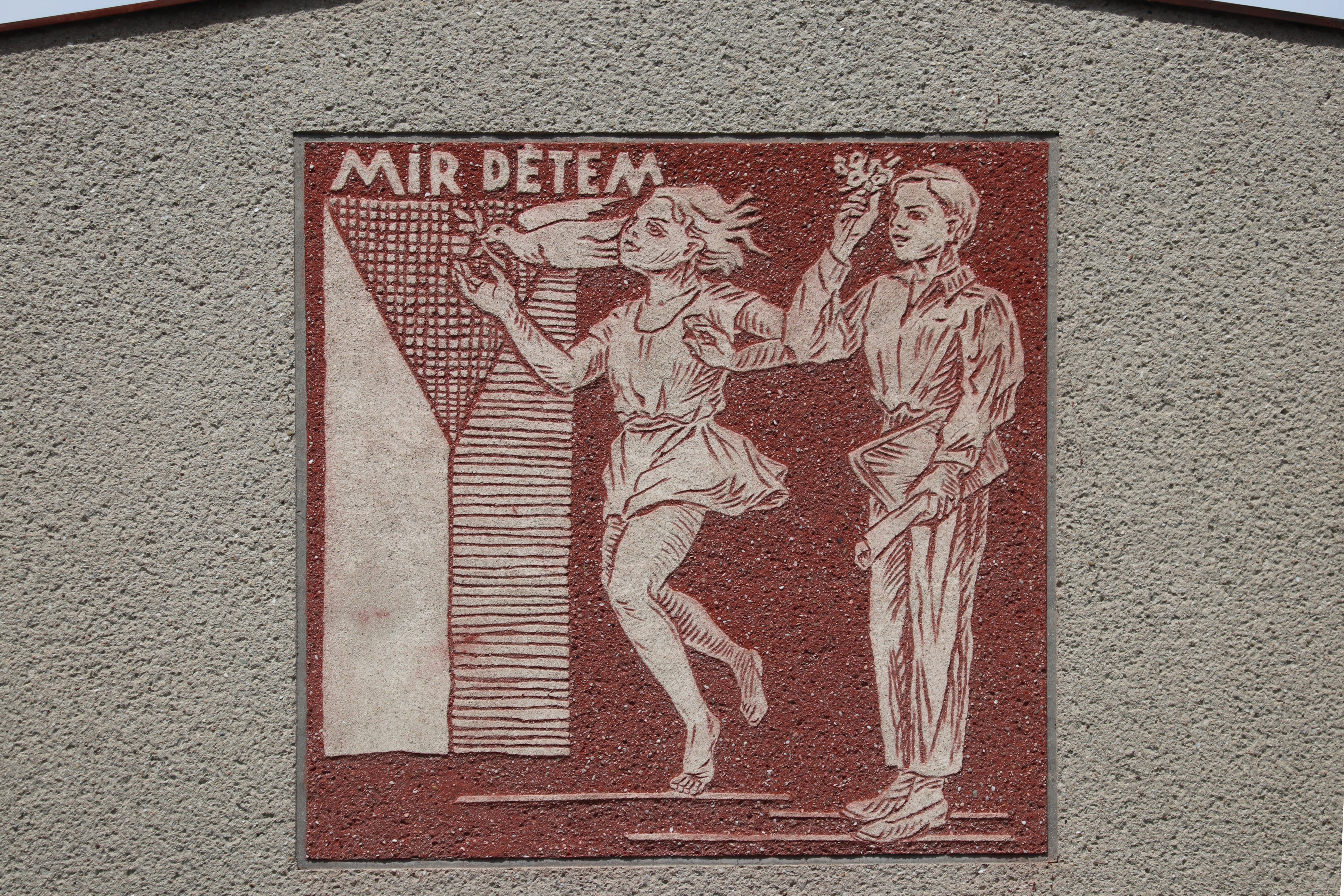
Sgrafito, č.p. 19, Bohuslavice
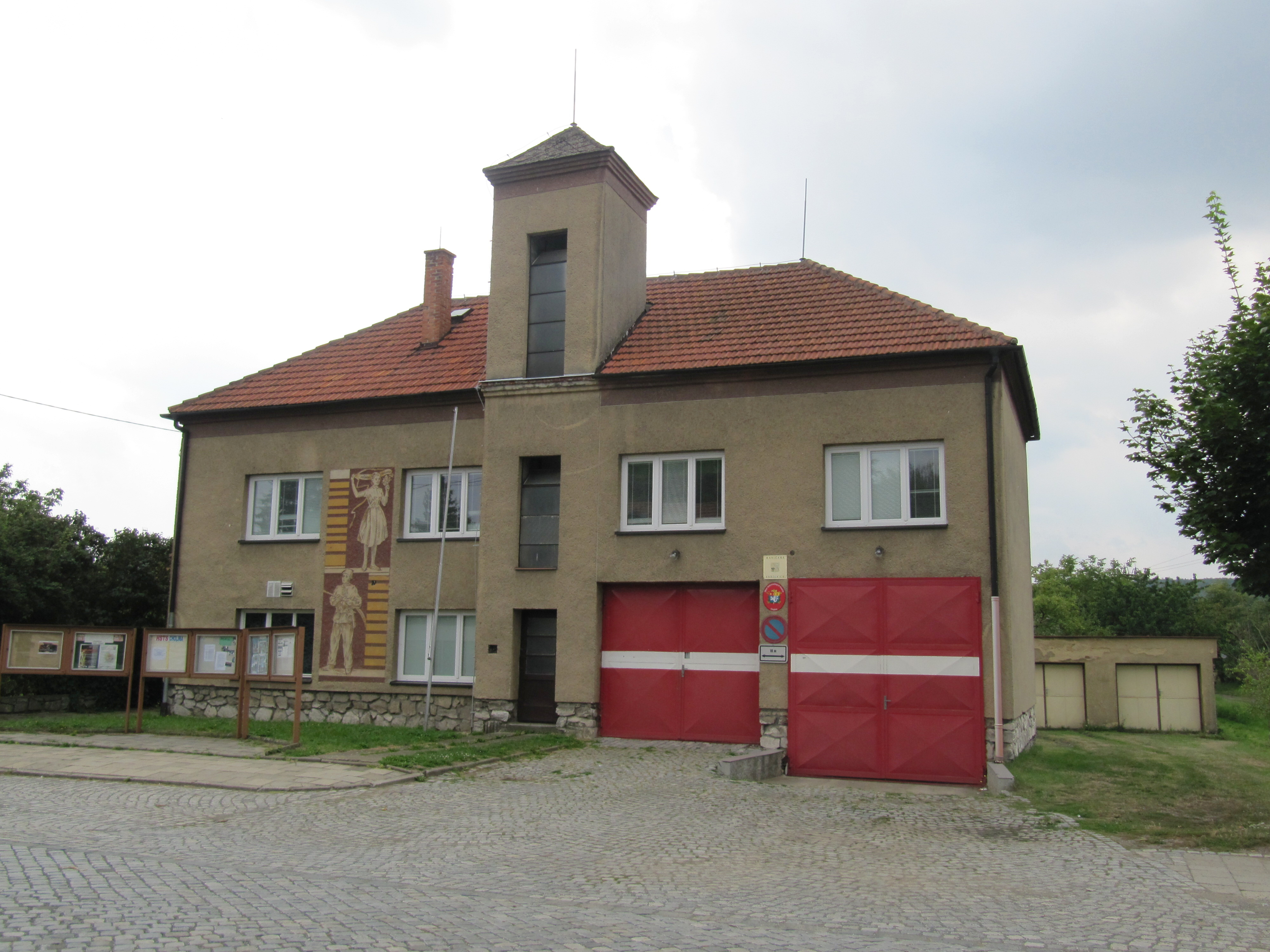
Sgrafito na hasičské zbrojnici, Cholina
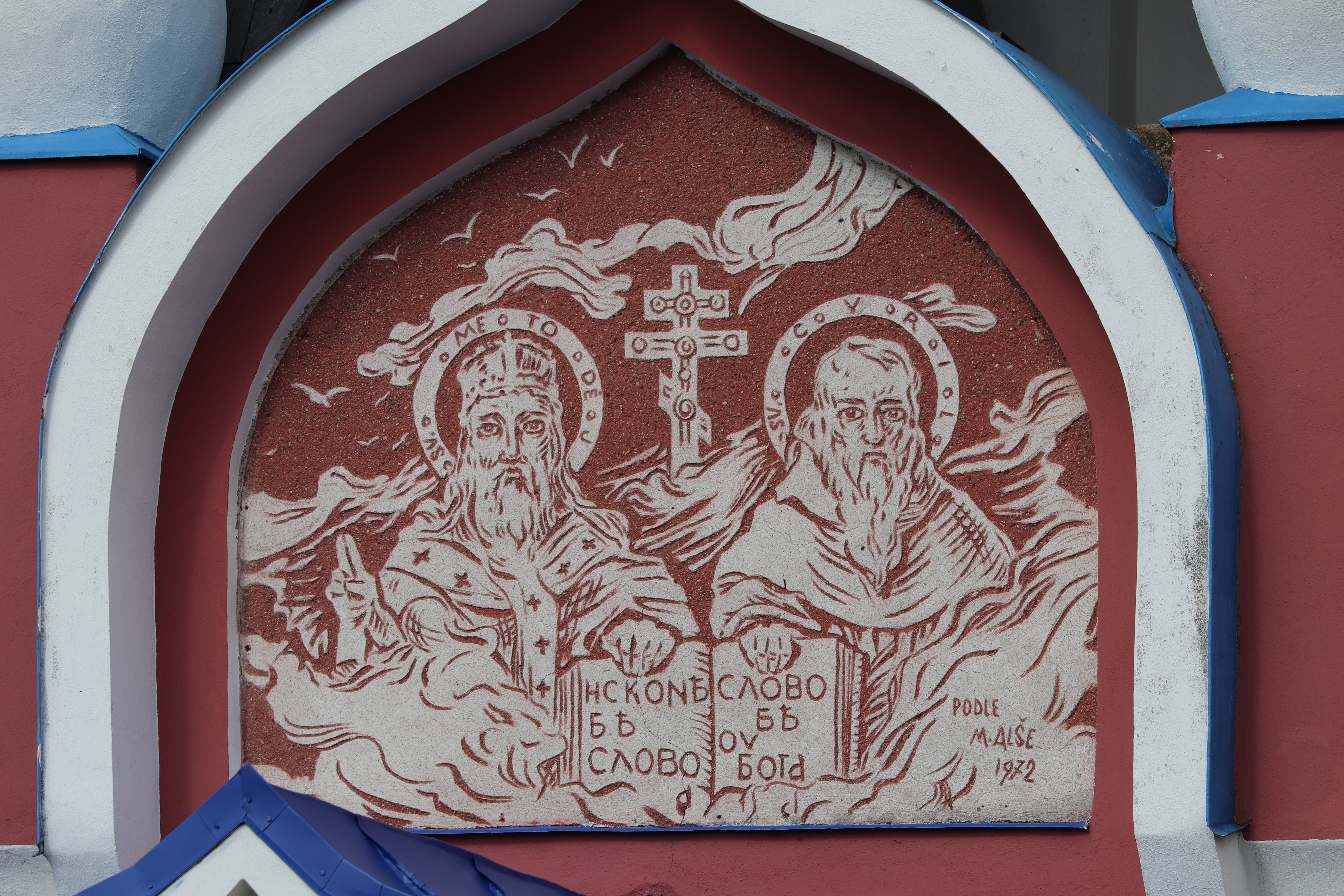
Sgrafito na kostele, Řimice
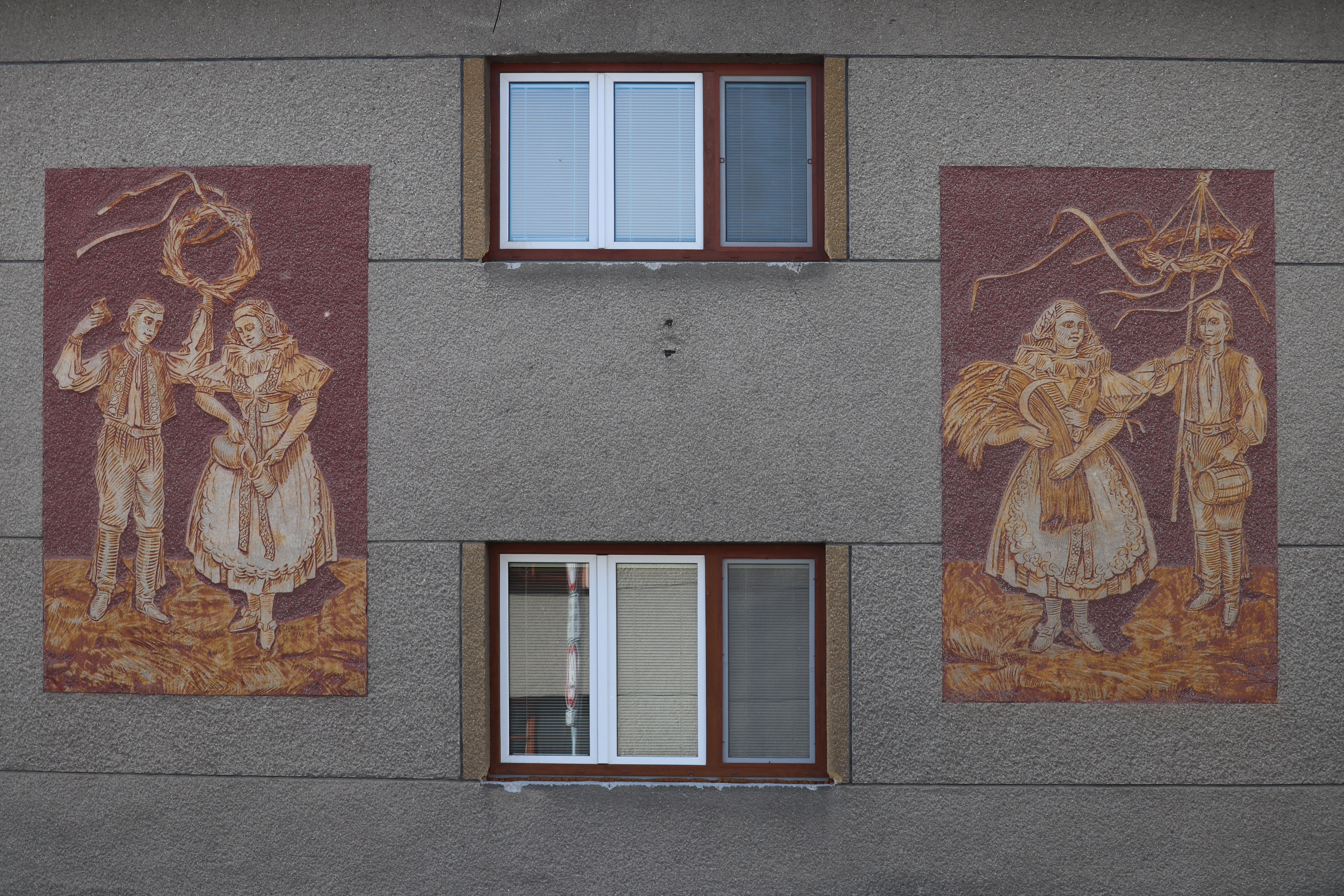
Sgrafito, Osvobození č.p. 61, Horka nad Moravou
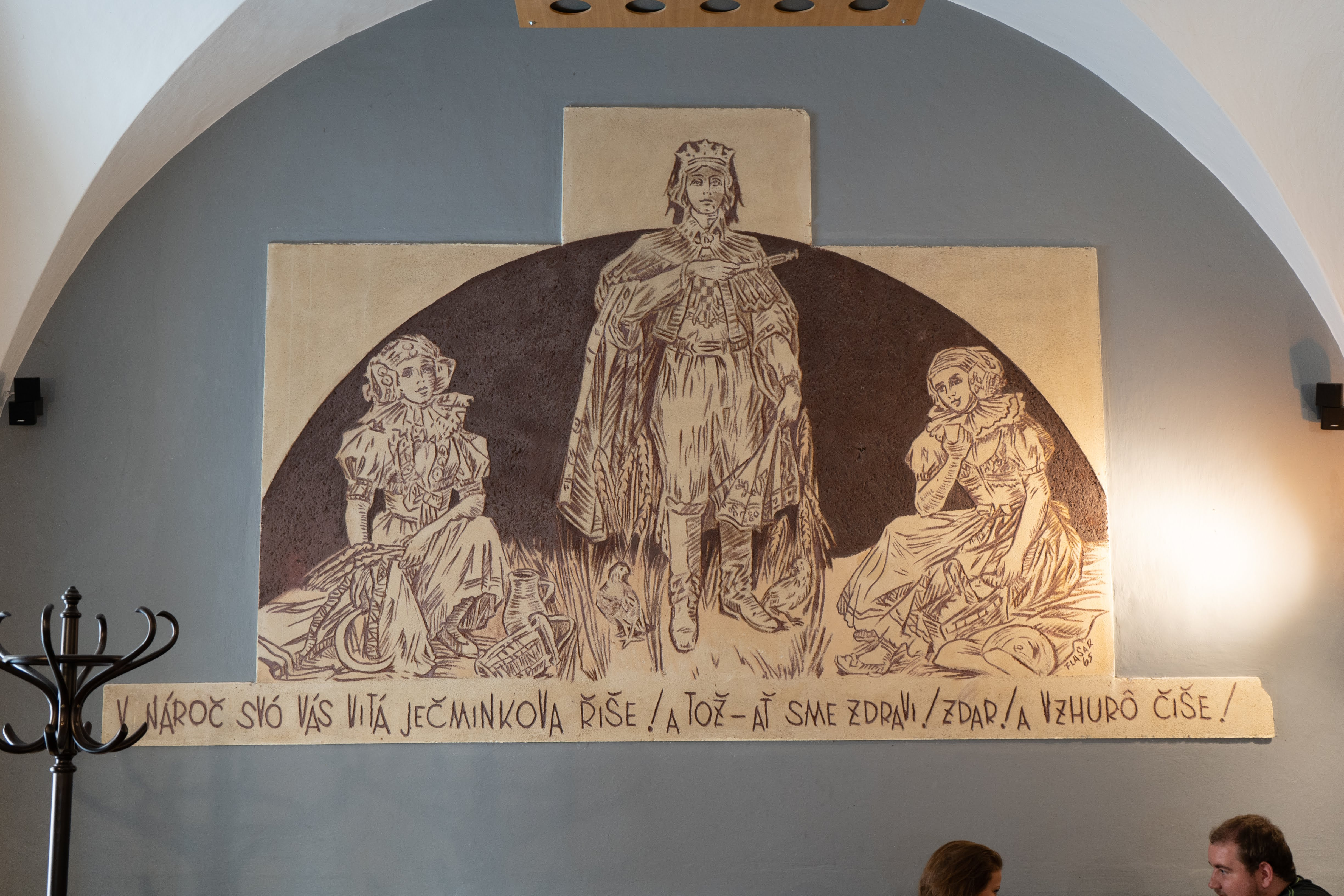
Sgrafito, Dolní náměstí č.p. 27, Olomouc
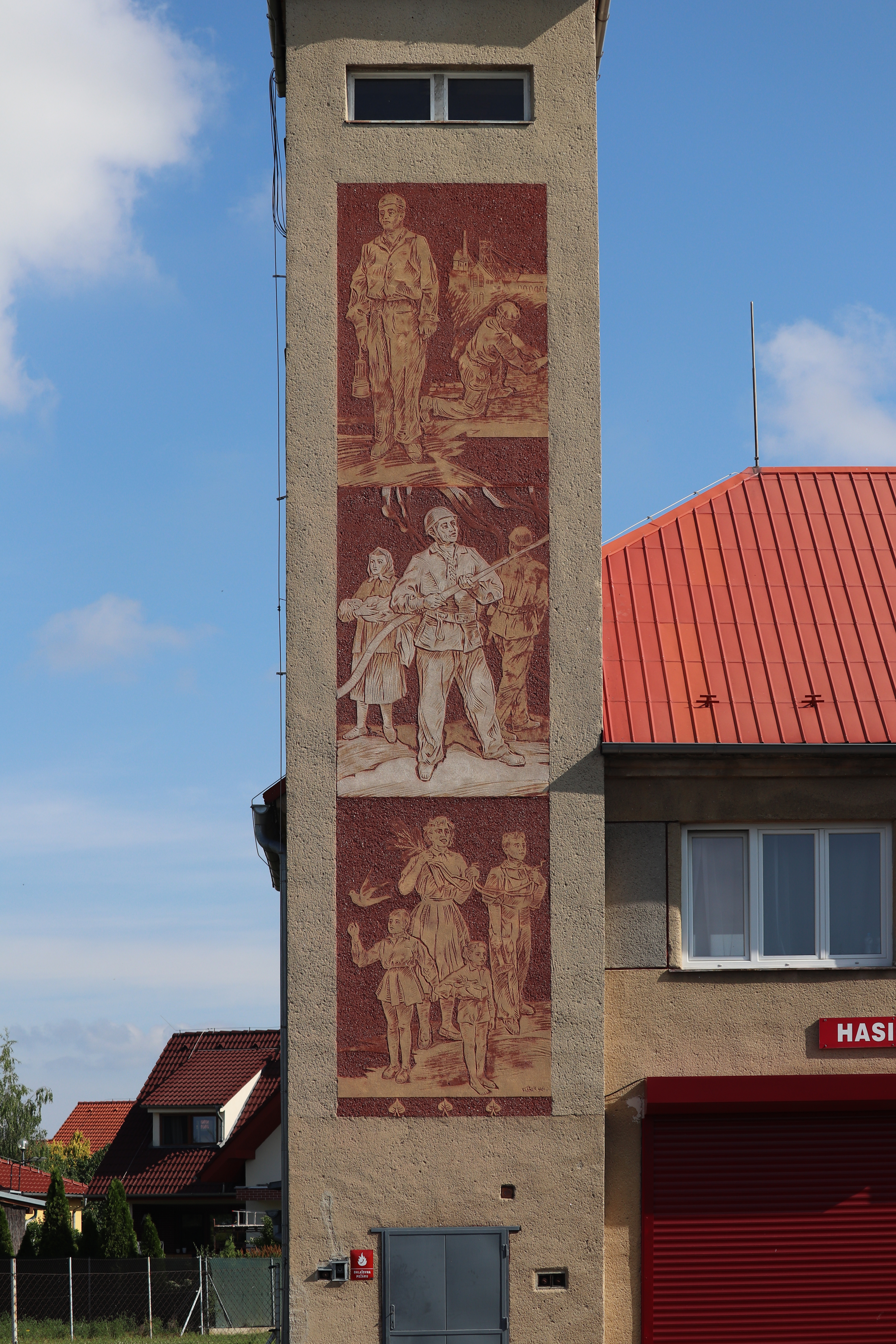
Sgrafito, Nádražní č.p. 19, Červenka
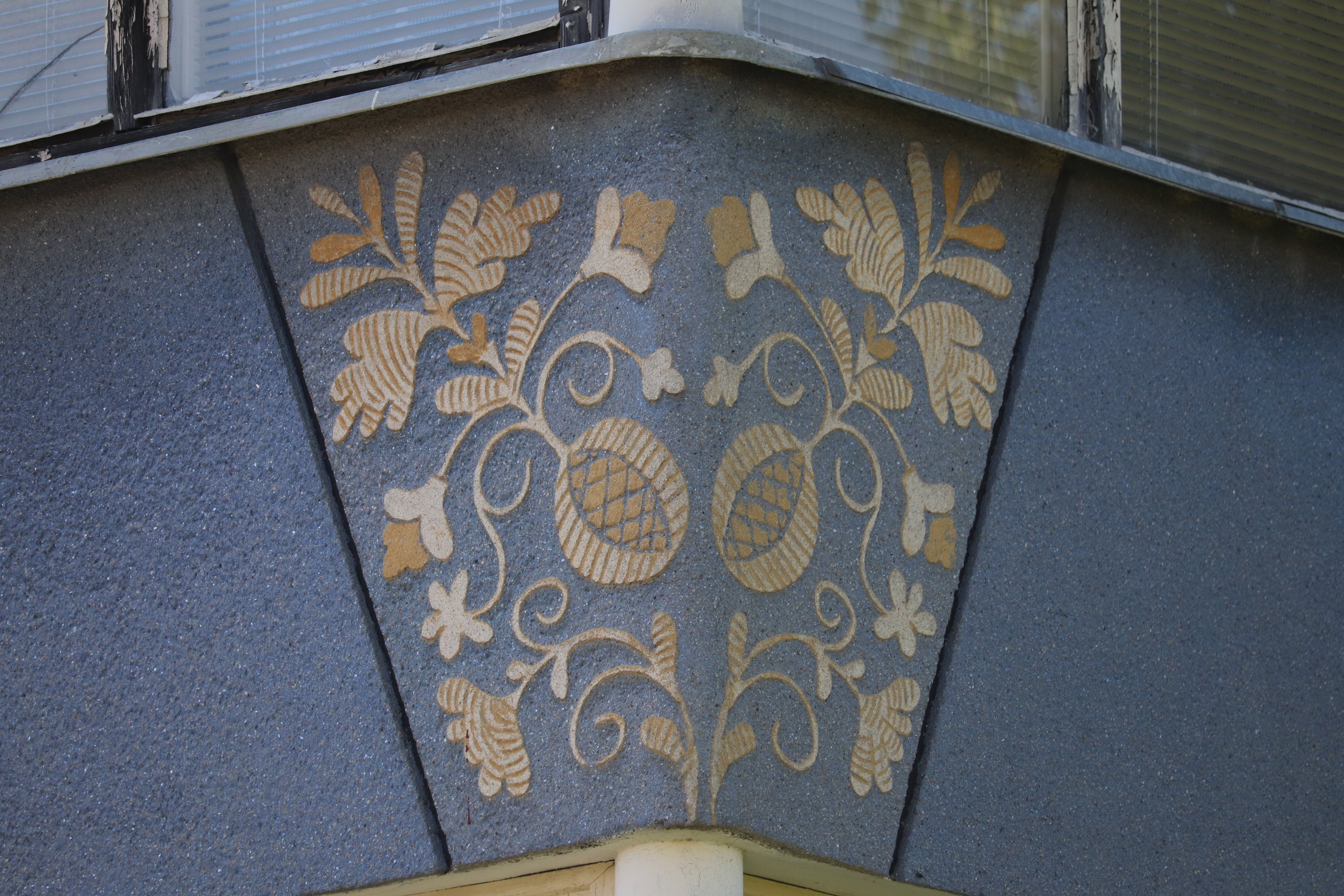
Dolní č.p. 13, Štěpánov
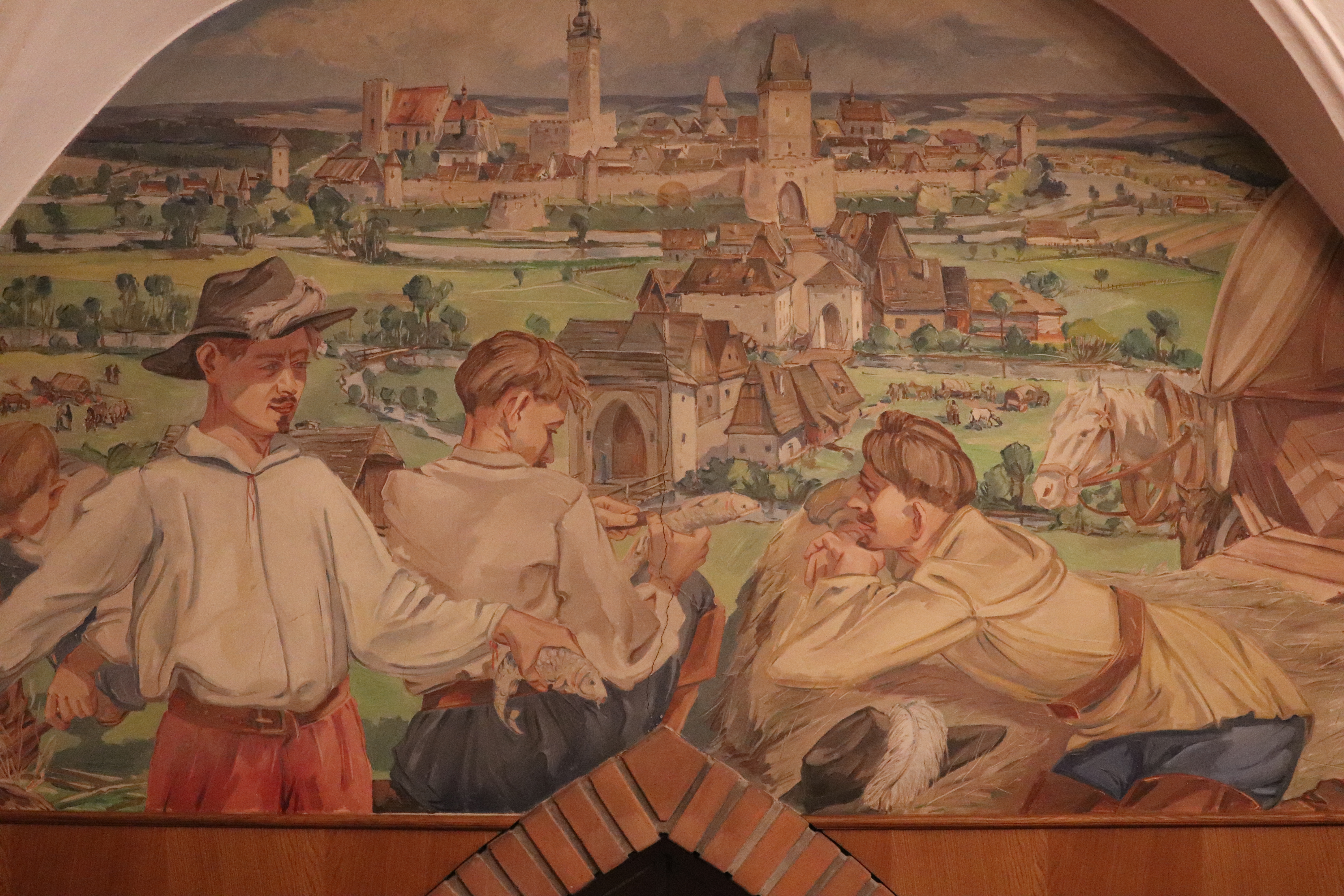
freska v obřadní síni, Litovel
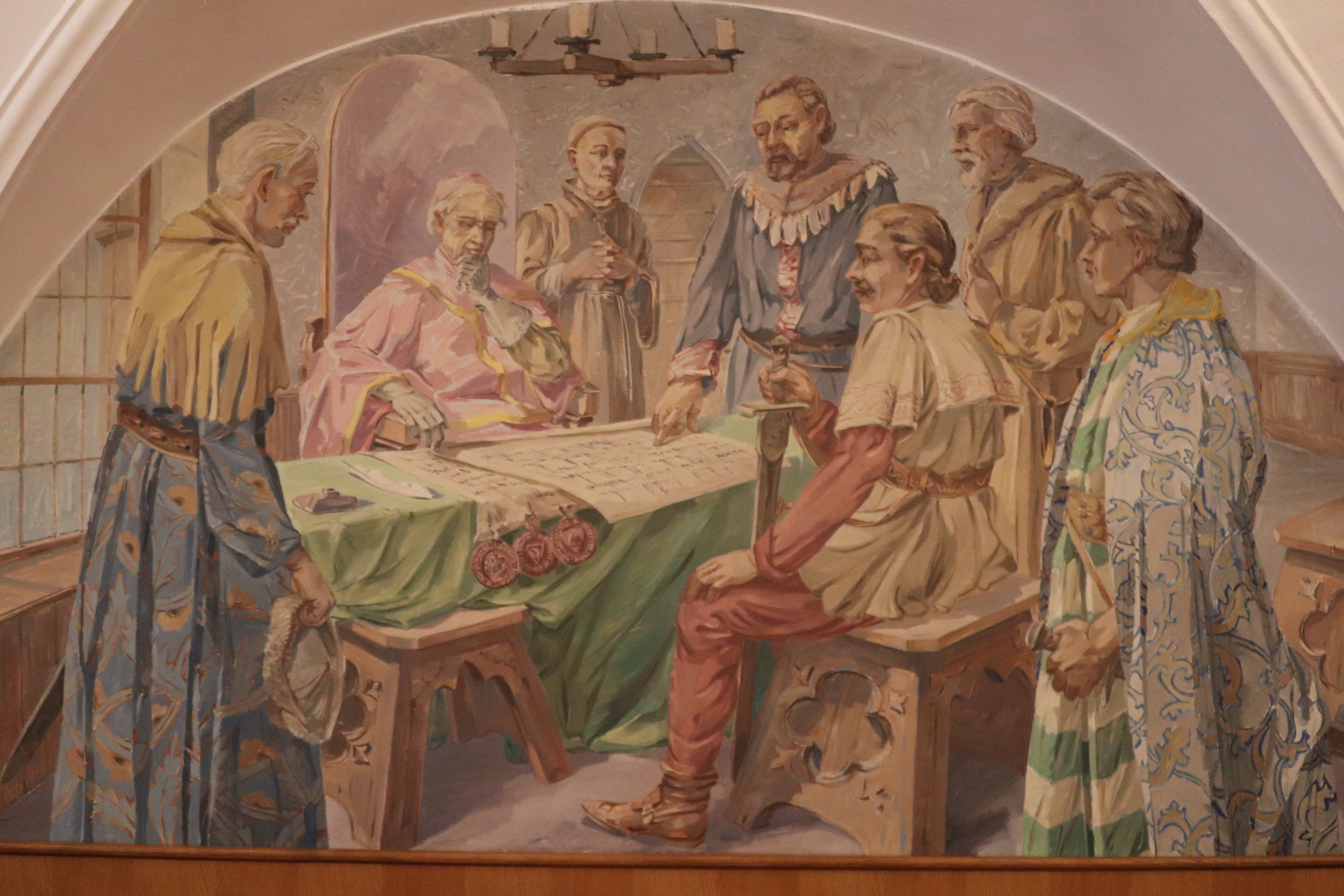
freska v obřadní síni, Litovel